# Kei Shibata
Kei Shibata (japanisch 柴田 峡 Shibata Kei; * 8. Dezember 1965 in der Präfektur Tokio) ist ein  japanischer Fußballtrainer und ehemaliger Fußballspieler.

## Karriere

### Spieler
Shibata erlernte das Fußballspielen in der Schulmannschaft der Shakujii High School und der Universitätsmannschaft der Gakugei-Universität Tokio. Seinen ersten Vertrag unterschrieb er 1988 bei All Nippon Airways. Danach spielte er bei Tokyo Gas. Ende 1992 beendete er seine Karriere als Fußballspieler.

### Trainer
Ab 1997 fungierte er als Trainer. Anfänglich trainierte er meist Jugendmannschaften. Im September 2020 übernahm Shibata das Traineramt beim Zweitligisten Matsumoto Yamaga FC. Er löste Keiichirō Nuno ab. Seit 2022 ist er Trainer bei ReinMeer Aomori FC.